# António Mascarenhas Monteiro
António Manuel Mascarenhas Gomes Monteiro (IPA: [ɐ̃ˈtɔniu mɐnuˈɛl mɐʃkɐˈɾeɲɐʒ ˈɡomɨʒ mõˈtejɾu]) (Ribeira da Barca, 16 februari 1944 – Praia, 16 september 2016) was president van Kaapverdië van 22 maart 1991 tot 22 maart 2001.
Hij was in 1991 de eerste president gekozen in een verkiezing waarbij meerdere kandidaten meededen. In 1996 werd hij als kandidaat van beide grote politieke partijen Movimento para a Democracia (MpD) en Partido Africano da Independência de Cabo Verde (PAICV) herkozen als president met 80% van de stemmen.